# 劉文龍 (1870年)
刘文龙（1870年—1950年） ，号铭三，湖南岳阳人，中华民国大陆时期新疆官员。

## 生平
刘文龙是清朝廩生。清朝末年进入新疆。1891年，刘文龙到新疆任莎车县知县。当时，许多涉及中俄的案件，因沙俄阻挠而无法及时处理，结案率很低。刘文龙直接参与处理积案，大大提高结案率，对限制沙俄在塔城的领事裁判权起到一定作用。庚子年（1900年），沙俄军官巴布科夫声称准备集中军队进攻中国的伊犁、塔城，刘文龙通过外交关系同沙俄周旋，最终使塔城免于像伊犁一样被俄军占领。因立下功勋，刘文龙后被提升为塔城同知。来到塔城后，面对不断违约滋事的俄商，刘文龙没收了所缉私粗米茶300箱。因该行动引起新疆官方恐慌，故未能全部实施，但该行动仍然打击了塔城俄商的气焰。宣统二年（1910年），刘文龙奉命赴奇台查禁鸦片，刘文龙惩处首犯数人，令民众改种麦豆。
宣统二年（1910年），刘文龙参与主办“王高升纵火案”的善后事宜。王高升是哥老会成员，当时迪化参加哥老会的陕西人、甘肃人，共有五、六千人左右，多以打工为生，被当地政府视为“贱民”。直隶人许多在军政各界任职，待遇较好。宣统二年（1910年）农历三月某日，陕甘人与直隶人在红山发生械斗，新疆省府随即派骑兵营提调田熙年前往弹压，陕甘人遭打击，4名陕甘籍战士被杀。同年农历八月十五日，王高升召集一批甘肃同乡开会，获得1000多位军队内外的陕甘人支持。他们到新疆巡抚衙署击鼓，要求立即处决田熙年，但无结果。当晚，王高升等人在津帮“八大家”所在的迪化大十字纵火。王高升被擒获后当场被杀。事后，新疆省府不得不将田熙年处决，并由省库贷款抚恤。刘文龙参与具体主办了该事件的善后。
清朝末年，刘文龙任职于塔城参赞大臣汪步端手下。中华民国成立后，汪步端改任塔城道尹，刘文龙仍在其手下办事。
清朝新疆建省后，伊犁、塔城、蒙〈古族〉哈〈薩克族〉部落隶属伊犁将军管辖；北部的阿爾泰初属科布多参赞大臣，清朝划为阿尔泰区，中华民国成立后直辖于中央政府。中华民国成立后，新疆政府难以统管伊犁将军，直属中央管辖的阿尔泰地区则多次发生沙俄侵占，外蒙古军队叛乱事件。让伊犁、塔城、阿尔泰改归新疆政府直辖成为当务之急。民国五年（1916年），刘文龙赴塔城磋商改道之事。同年，塔城改参赞为道尹，改归新疆。民国七年（1918年），刘文龙到阿尔泰与陈毅都护共商阿尔泰归并事宜。民国八年（1919年），阿尔泰正式改区为道，设阿山道尹，并入新疆。
民国六年（1917年），劉文龙处理了败于革命派的俄国皇帝派軍队越境进入中国事件。刘文龙于1922年3月任新疆省教育厅厅长。刘文龙就任教育厅厅长后，杨增新除将北京政府拨给新疆的教育经费交由刘文龙自行安排之外，还由新疆官钱局借给刘文龙十万两省票，月息三分，三年本利还清。在几年时间内，刘文龙在湖南长沙开设一座茶庄，在迪化开设商行“盈中豫”、“三多公司”，在阿尔泰组织挖金矿，并建一座农场。
民国十七年（1928年）11月，新疆省政府主席杨增新遭暗殺，金樹仁继任。劉文龙任新疆省政府副主席兼教育厅厅長。
1933年新疆四·一二政变后，刘文龙被南京国民政府任命为新疆省政府临时主席。此後，南京国民政府派出宣慰使黄慕松。在黄的指示下，8月，劉正式任省政府主席，省内的軍事实力派盛世才任边防督办。
1933年12月，刘文龙被盛世才监禁，1944年11月获释。此后他隐居兰州。1945年（民国34年）4月，他任第四届国民参政会参议员。1948年，他当选第一屆國民大會代表。1949年9月，刘文龙参加新疆和平解放。此后他住在乌鲁木齐。1950年6月，刘文龙当选乌鲁木齐市人民代表会议代表。1950年秋，刘文龙病逝。